# 潘文彬
潘 文彬（はん ぶんひん、パン・ウェンビン、Pan WenBin 1986年12月9日- ）は中華人民共和国出身の元野球選手。身長178cm。体重68kg。ポジションは遊撃手・三塁手。右投右打。
2006年のワールドベースボールクラシック中国代表に19歳で選出された。